# No Roots
"No Roots" é o single de estreia da cantora germano-canadense-inglesa Alice Merton. Merton co-escreveu a música com o produtor Nicolas Rebscher. A música foi lançada na Europa pela Paper Plane Records em 2016 e nos Estados Unidos pela Mom + Pop Music em 3 de fevereiro de 2017.
A música alcançou o top 10 na Alemanha, Itália, Áustria, França, Luxemburgo, Polônia, Eslovênia, Israel, alcançou o top 20 na Suíça e chegou a posição número 84 na Billboard Hot 100 dos Estados Unidos. Obteve a certificação de Ouro nos Estados Unidos (RIAA) e Platina na Alemanha (BVMI) e França (SNEP). Foi adicionada à lista 'A' da estação digital Radio X em março de 2018 e também estava sendo executada pela BBC Radio 1 e pela estação BBC Radio 2, a mais popular do Reino Unido.

## Composição
Merton comentou à Billboard que escreveu sua primeira música, "Little Lighthouse", depois de se mudar do Canadá para a Alemanha, uma canção sobre "encontrar meu caminho de volta para casa". A inspiração para escrever a música surgiu do fato de que ela mudou-se um total de 12 vezes em 24 anos. "No Roots" surgiu durante uma visita a seus pais na Inglaterra. Ela explicou que "Cheguei a um ponto em que me sentia completamente perdida. Então decidi escrever uma música que me faria sentir melhor".

## Lançamento e divulgação
A data de lançamento original do single estava marcada para 18 de novembro de 2016, mas foi adiada para 2 de dezembro do mesmo ano. Em 18 de março de 2017, Alice participou do programa de rádio da BBC Introducing, no Reino Unido. Ela apareceu na televisão, no programa Schlag den Henssler, exibido no horário nobre do canal ProSieben. Em 9 de fevereiro de 2018, ela apareceu pela primeira vez no The Tonight Show Starring Jimmy Fallon, cantando "No Roots". Mais tarde, a música apareceu no Viva Top 100 da Alemanhã. A partir de maio de 2017, a música passou a ser utilizada como trilha sonora de um comercial oficial da Vodafone na Alemanha. Em 12 de abril de 2018, Merton cantou o single ao vivo durante o Echo Music Prize.

## Recepção da critica
Mike Jones, da WWDC (FM), disse que "No Roots" é "o começo da grandeza". A música recebeu uma recepção similar na WGN-TV onde Tom Barnas, produtor musical da WGN, alegou que Merton "o matou". O Hype Machine e outros blogs de música receberam positivamente o single. De acordo com a Nielsen Music a música foi executada 922.000 vezes nos Estados Unidos desde agosto de 2017. Eleanor Pettipher, da Fortitude Magazine, escreveu que "a faixa tem uma forma leve e cativante mantida pela linha de base ondulante e pelo apoio da ênfase vocal em 'raízes'". A revista Front View Magazine explanou, com sucesso, que a música "parece resumir a vida da cantora inglesa/alemã". Matthew Kent, da The Line of Best Fit, observa que a canção é "reunida perfeitamente pelo refrão poderoso e repetitivo". A Indie Obsessive afirmou que "No Roots" é "o mais recente teste de humildade. A música foi lançada meses atrás. Foi interessante, mas não suficiente para ser um furor. Porém, com o tempo, a atração pela música cresceu". A revista Billboard nomeou "No Roots" como a 81ª melhor música de 2017.

## Uso em outras mídias
A canção foi destaque em um comercial de Mini carros em 2018, bem como na quinta temporada da série de televisão The Blacklist. Ela também foi usada por dançarinos no "Dancing On Ice", um programa de TV britânico, e na segunda semana do show "Strictly Come Dancing", do Reino Unido, em 2018.
A música também fez parte da trilha sonora da telenovela brasileira Segundo Sol. Ela também foi destaque durante vários jogos de futebol de domingo à noite na NBC durante a temporada de 2018.

## Paradas musicais
| Parada (2017–18)                                        | Melhor posição |
| ------------------------------------------------------- | -------------- |
| Áustria (Ö3 Austria Top 75)                             | 3              |
| Bélgica (Ultratip Bubbling Under de Flandres)           | 5              |
| Bélgica (Ultratip Bubbling Under da Valônia)            | 7              |
| Canadá (Canadian Hot 100)                               | 97             |
| Canadá (Billboard AC)                                   | 36             |
| Canadá (Billboard CHR/Top 40)                           | 44             |
| Canadá (Billboard Hot AC)                               | 20             |
| Canadá (Billboard Rock)                                 | 3              |
| Croácia (HRT)                                           | 8              |
| França (SNEP)                                           | 1              |
| O campo songid é OBRIGATÓRIO PARA PARADA ALEMÃ          | 2              |
| Itália (FIMI)                                           | 7              |
| Israel (Media Forest)                                   | 4              |
| Mexico Airplay (Billboard)                              | 43             |
| Polónia (Polish Airplay Top 100)                        | 9              |
| Russia Airplay (Tophit)                                 | 4              |
| Escócia (Scottish Singles Chart)                        | 20             |
| Eslovênia (SloTop50)                                    | 3              |
| Suíça (Schweizer Hitparade)                             | 12             |
| Reino Unido (UK Singles Chart)                          | 52             |
| Ucrânia (Tophit)                                        | 1              |
| Estados Unidos (Billboard Hot 100)                      | 84             |
| Estados Unidos (Billboard Adult Top 40)                 | 13             |
| Estados Unidos (Billboard Hot Rock & Alternative Songs) | 5              |
| Estados Unidos (Billboard Rock Airplay)                 | 1              |
| Estados Unidos (Billboard Mainstream Top 40)            | 27             |

| Parada (2017)                     | Posição |
| --------------------------------- | ------- |
| Austria (Ö3 Austria Top 40)       | 12      |
| França (SNEP)                     | 168     |
| Alemanha (Official German Charts) | 14      |
| Polônia (ZPAV)                    | 76      |
| Eslovênia (SloTop50)              | 14      |
| Suíça (Schweizer Hitparade)       | 38      |

| Parada (2018)   | Posição |
| --------------- | ------- |
| CIS (Tophit)    | 22      |
| Itália (FIMI)   | 35      |
| Rússia (Tophit) | 24      |

## Certificações
- BVMI: 3× Ouro[68]
- IFPI AUT: Platina[69]
- IFPI SWI: Platina[70]
- FIMI: Platina[71]
- SNEP: Platina[72]
- RIAA: Ouro[8]